# Ollie Watkins
Oliver George Arthur Watkins (sinh ngày 30 tháng 12 năm 1995) là một cầu thủ bóng đá chuyên nghiệp người Anh thi đấu ở vị trí tiền đạo cho câu lạc bộ Premier League Aston Villa và Đội tuyển bóng đá quốc gia Anh.
Watkins là sản phẩm của học viện Exeter City và đã có bước đột phá tại câu lạc bộ, giành giải Cầu thủ trẻ xuất sắc nhất năm của EFL, trước khi chuyển đến Brentford vào năm 2017. Anh ấy đã có 3 năm thi đấu thành công tại câu lạc bộ, với đỉnh cao là đồng vua phá lưới ở Giải vô địch 2019–20 và được vinh danh là Cầu thủ xuất sắc nhất giải vô địch năm 2020. Anh ấy ký hợp đồng với Aston Villa vào tháng 9 năm 2020.

## Thống kê sự nghiệp

### Câu lạc bộ
Tính đến ngày 19 tháng 5 năm 2024
| Câu lạc bộ               | Mùa giải            | Giải đấu            | Giải đấu | Giải đấu | FA Cup | FA Cup | EFL Cup | EFL Cup | Châu Âu | Châu Âu | Khác | Khác | Tổng cộng | Tổng cộng |
| Câu lạc bộ               | Mùa giải            | Hạng đấu            | Trận     | Bàn      | Trận   | Bàn    | Trận    | Bàn     | Trận    | Bàn     | Trận | Bàn  | Trận      | Bàn       |
| ------------------------ | ------------------- | ------------------- | -------- | -------- | ------ | ------ | ------- | ------- | ------- | ------- | ---- | ---- | --------- | --------- |
| Exeter City              | 2013–14             | League Two          | 1        | 0        | 0      | 0      | 0       | 0       | —       | —       | 0    | 0    | 1         | 0         |
| Exeter City              | 2014–15             | League Two          | 2        | 0        | 0      | 0      | 0       | 0       | —       | —       | 1    | 1    | 3         | 1         |
| Exeter City              | 2015–16             | League Two          | 20       | 8        | 2      | 1      | 0       | 0       | —       | —       | 0    | 0    | 22        | 9         |
| Exeter City              | 2016–17             | League Two          | 45       | 13       | 0      | 0      | 2       | 0       | —       | —       | 5    | 3    | 52        | 16        |
| Exeter City              | Tổng cộng           | Tổng cộng           | 68       | 21       | 2      | 1      | 2       | 0       | —       | —       | 6    | 4    | 78        | 26        |
| Weston-super-Mare (mượn) | 2014–15             | Conference South    | 24       | 10       | —      | —      | —       | —       | —       | —       | 1    | 0    | 25        | 10        |
| Brentford                | 2017–18             | Championship        | 45       | 10       | 1      | 0      | 2       | 1       | —       | —       | —    | —    | 48        | 11        |
| Brentford                | 2018–19             | Championship        | 41       | 10       | 3      | 2      | 1       | 0       | —       | —       | —    | —    | 45        | 12        |
| Brentford                | 2019–20             | Championship        | 46       | 25       | 0      | 0      | 1       | 0       | —       | —       | 3    | 1    | 50        | 26        |
| Brentford                | Tổng cộng           | Tổng cộng           | 132      | 45       | 4      | 2      | 4       | 1       | —       | —       | 3    | 1    | 143       | 49        |
| Aston Villa              | 2020–21             | Premier League      | 37       | 14       | 0      | 0      | 3       | 2       | —       | —       | —    | —    | 40        | 16        |
| Aston Villa              | 2021–22             | Premier League      | 35       | 11       | 1      | 0      | 0       | 0       | —       | —       | —    | —    | 36        | 11        |
| Aston Villa              | 2022–23             | Premier League      | 37       | 15       | 1      | 0      | 2       | 1       | —       | —       | —    | —    | 40        | 16        |
| Aston Villa              | 2023–24             | Premier League      | 37       | 19       | 3      | 0      | 1       | 0       | 12      | 8       | —    | —    | 53        | 27        |
| Aston Villa              | Tổng cộng           | Tổng cộng           | 146      | 59       | 5      | 0      | 6       | 3       | 12      | 8       | —    | —    | 169       | 70        |
| Tổng cộng sự nghiệp      | Tổng cộng sự nghiệp | Tổng cộng sự nghiệp | 370      | 135      | 11     | 3      | 12      | 4       | 12      | 8       | 10   | 5    | 415       | 155       |

1. ↑  Ra sân tại Football League Trophy
2. ↑  Hai lần ra sân và một bàn thắng tại EFL Trophy, ba lần ra sân và hai bàn thắng tại play-offs lên hạng League Two
3. ↑  Số lần ra sân tại FA Trophy
4. ↑  Số lần ra sân tại EFL Championship play-offs lên hạng
5. ↑  Số lần ra sân tại UEFA Europa Conference League

### Quốc tế
Tính đến ngày 14 tháng 7 năm 2024
| Đội tuyển quốc gia | Năm       | Trận | Bàn |
| ------------------ | --------- | ---- | --- |
| Anh                | 2021      | 5    | 1   |
| Anh                | 2022      | 2    | 1   |
| Anh                | 2023      | 2    | 1   |
| Anh                | 2024      | 6    | 1   |
| Tổng cộng          | Tổng cộng | 15   | 4   |

Tính đến ngày 10 tháng 7 năm 2024
Bàn thắng và kết quả của đội tuyển Anh được để trước
| # | Ngày                 | Địa điểm                          | Số trận | Đối thủ     | Bàn thắng | Kết quả | Giải đấu                      |
| - | -------------------- | --------------------------------- | ------- | ----------- | --------- | ------- | ----------------------------- |
| 1 | 25 tháng 3 năm 2021  | Sân vận động Wembley, London, Anh | 1       | San Marino  | 5–0       | 5–0     | Vòng loại FIFA World Cup 2022 |
| 2 | 29 tháng 3 năm 2022  | Sân vận động Wembley, London, Anh | 7       | Bờ Biển Ngà | 1–0       | 3–0     | Giao hữu                      |
| 3 | 13 tháng 10 năm 2023 | Sân vận động Wembley, London, Anh | 8       | Úc          | 1–0       | 1–0     | Giao hữu                      |
| 4 | 10 tháng 7 năm 2024  | Westfalenstadion, Dortmund, Đức   | 14      | Hà Lan      | 2–1       | 2–1     | UEFA Euro 2024                |